# Општина Негуш
Општина Негуш (грч. Δήμος Νάουσας, Димос Наусас) је општина у Грчкој у Иматијском округу, периферија Средишња Македонија. Административни центар је град Негуш.

## Насељена места
Општина Негуш је формирана 1. јануара 2011. године спајањем 3 некадашњих административних јединица: Негуш, Антемија и Иринуполи.
- Општинска јединица Антемија: Копаново, Голишани, Доње Копаново, Миноштица, Пископија, Цармариново, Фетица.
- Општинска јединица Негуш: Негуш, Аркудохор, Гимново, Голема Река, Горњи Шел, Држилово, Јанаково, Куцуфлјани, Пигадија, Свети Никола, Станица Негуш, Хоропан.
- Општинска јединица Иринуполи: Берска Вештица, Воденска Вештица, Горњи Жервохор, Жервохор, Ново Село.